# 市來杏香
市來 杏香（いちき きょうか、1997年1月4日 - ）は、日本の元歌手、元ダンサー。Flower、E-girlsの元メンバー。福岡県出身。

## 略歴
3歳からダンスを始め、中学からEXPG福岡校に通う。
2011年、「VOCAL BATTLE AUDITION 3」のボーカル部門とダンスパフォーマンス部門の両部門で合格し、Flower、E-girlsに加入する。
2015年10月7日、Flower、E-girlsを脱退したことが発表され芸能界を引退した。

## 人物
- Flowerのデビューシングル「Still」に収録された「Fadeless Love」でボーカルを務めたが、以降はパフォーマーに専念していた。2013年8月7日発売の5thシングル「太陽と向日葵」で初めて表題曲でボーカルを務めた。Flowerの表題曲では初のボーカルが3人参加した作品となった。その後のFlowerのシングルは全てボーカルを務めていた。
- 2023年に同い年の男性と結婚した[5]。

## 作品

### 配信シングル
- 時（2019年1月25日）
- カラフル世界（2020年4月27日）